# Väinämöinen

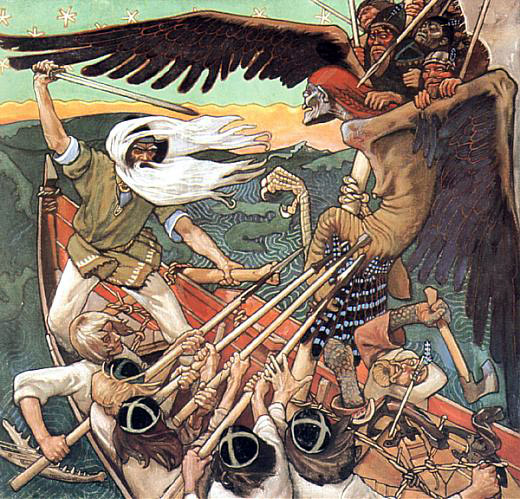
Väinämöinen im Kampf gegen Louhi
(Akseli Gallen-Kallela:
Die Verteidigung des Sampo, 1895)

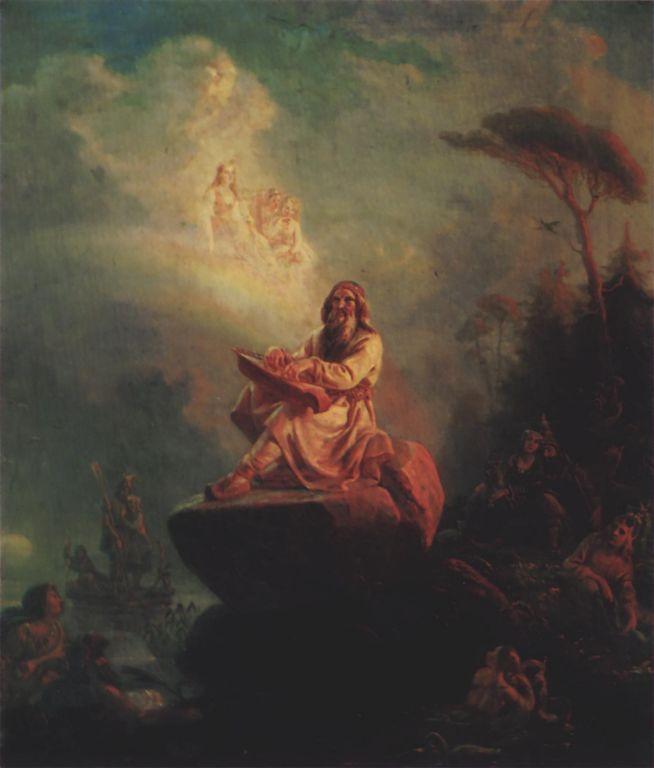
Robert Wilhelm Ekman: Väinämöinen (ca. 1866)

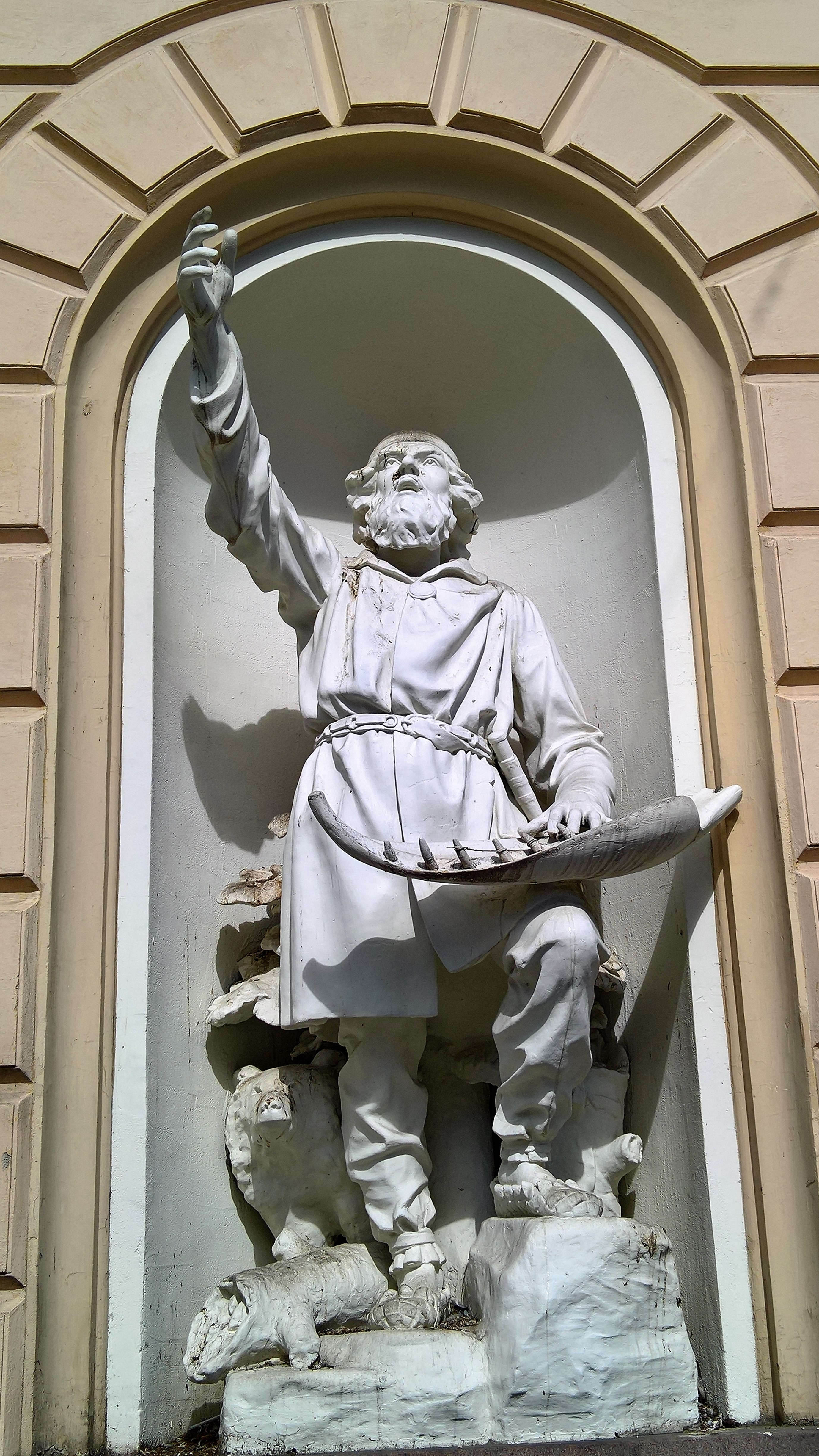
Väinämöinen (R. Stigell, 1888), Haupteingang des Alten Studentenhauses, Helsinki

Väinämöinen ist ein Held aus der finnischen Mythologie und die Hauptfigur im finnischen Nationalepos Kalevala. Er wuchs 730 Jahre lang im Leib seiner Mutter, der Lüftetochter Ilmatar, heran und besitzt seit seiner Geburt die Weisheit und eine magische Stimme. Dies zeigt er unter anderem, indem er den ungestümen Joukahainen durch sein Singen in einem Sumpf versinken ließ. Der fleht Väinämöinen an, ihn leben zu lassen, und verspricht ihm dafür seine Schwester Aino. Doch Aino lehnt Väinämöinen wegen seines hohen Alters ab und geht lieber ins Wasser, um ihrem Leben ein Ende zu setzen.
Im Kalevala wird berichtet, dass Väinämöinen einen großen Hecht tötet und aus dessen Kieferknochen eine Kantele macht. Außerdem versucht er zusammen mit Lemminkäinen und Ilmarinen, das Sampo von Louhi zu rauben. Bei dem Versuch wird es allerdings zerstört.
Im letzten Lied des Kalevala endet die Geschichte von Väinämöinen. Die jungfräuliche Marjatta wird durch das Essen einer Preiselbeere schwanger. Sie gebiert einen Sohn und zeigt ihn Väinämöinen. Dieser entscheidet, dass das vaterlose Kind getötet werden müsse. Aber das gerade zwei Wochen alte Kind beweist, dass es ebenfalls die Weisheit besitzt und sogar mächtiger als Väinämöinen ist. Daher ernennt Väinämöinen ihn zum König von Karelien.
Väinämöinen geht daraufhin an das Ufer des Meeres, singt sich mit seiner magischen Stimme ein Boot aus Kupfer herbei und verlässt das Reich der Sterblichen. In seinen letzten Worten sagt er, dass er irgendwann noch einmal gebraucht werden und dann zurückkehren werde.

## Estnische Parallele
Im estnischen Nationalepos Kalevipoeg entspricht Väinämöinen dem Gott Vanemuine.

## Populärkultur
Väinämöinen wurde nicht nur in Finnland zu einer beliebten Figur der Populärkultur. So wird seine Geschichte in dem Fantasy-Roman Hammered (2011) des US-amerikanischen Autors Kevin Hearne fortgesponnen. Durch Petri Hiltunen und Don Rosa wurde er zur Comic-Gestalt. Finnische Bands wie Ensiferum und Korpiklaani widmeten ihm Songs und komplette Alben.